# Fritz von Dardel

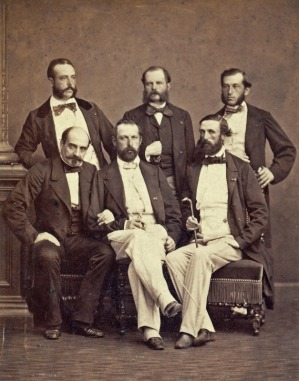
Adjutant Daniel Nordlander (superior izquierdo), con Adjutant Fritz von Dardel, Agente oficial Ferdinand-Alphonse Hamelin, General Henri-Pierre Castelnau, King Charles XV de Suecia y Prince Oscar, futuro rey Oscar II de Suecia, en la Exposición Internacional (1867) en París, Francia.

Fritz von Dardel (1817-1901) fue un servidor público, artista dibujante satírico sueco. 

## Biografía
Hijo del noble suizo Georges Alexandre von Dardel, quién fue introducido a la nobleza sueca en 1810, y la igualmente noble sueca Hedvig Sofia Charlotta Amalia Lewenhaupt. Se casó con Augusta Silfverschiöld, también perteneciente a la nobleza sueca. Se convirtió en adjunto al Príncipe de la Corona, que más tarde,  en 1850, se convertiría en Charles XV de Suecia. 
Fritz von Dardel es conocido por sus dibujos y su diario, donde describe la vida en la corte real sueca contemporánea, especialmente durante el reinado de Carlos XV. 
Se convirtió en un miembro de la Real Academia Sueca de las Artes en 1861.

## Algunas publicaciones
- Minnen från Stockholm (con J.A. Cronstedt, 1840–1844)
- Teckningar ur dagens händelser (1848–1852)
- Gubben med skåpet (1849)
- Familjen Tutings lustresa till Bomarsund (1853)
- Svenska och norska arméerna samt flottorna i deras nuvarande uniformering (1861–1863)

### Como ilustrador de libros
- Wallenberg, Jacob. 1851. Skrifter, Miniatyrbibliothek av svenska klassiker 11-15. Ed. Meijer, Estocolmo, libris 1863774

- Wetterbergh, Carl Anton. 1854. 'Berättelser af Onkel Adam. Ed. Norrköping, libris 8464110 url=https://runeberg.org/oaberat/

- Lenngren, Anna Maria. 1955. Dikter. Ed. Allhem. Malmö, libris 389883.